# Споменко Бошняк
Споменко Бошняк (босн. Spomenko Bošnjak, хорв. Spomenko Bošnjak, нар. 18 липня 1973, Кисляк, Югославія) — боснійський та хорватський футболіст, захисник.

## Клубна кар'єра
У сезоні 1994/95 років захищав кольори клубів «Будучност Ходошан» та «Вартекс» (Вараждин). З 1996 по 2001 роки виступав за Хрватскі Драговоляц», в 2002 році за хорватський клуб «Динамо» (Загреб). У 2003 році підписав договір з клубом «Металург» (Запоріжжя), але в ЗМІ потрапила помилкова інформація, що Бошняк переходить в «Карпати» (Львів). Дебютував у футболці запорозького клубу 9 березня 2003 року в нічийному (0:0) виїзному поєдинку 16-го туру вищої ліги чемпіонату України проти київського «Арсеналу». Споменко вийшов на поле в стартовому складі та відіграв увесь матч. Дебютним голом у футболці металургів відзначився 6 квітня 2003 року на 69-ій хвилині програного (1:2) домашнього поєдинку 19-го туру вищої ліги чемпіонату України проти одеського «Чорноморця». Бошняк вийшов на поле в стартовому складі та відіграв увесь поєдинок, а на 82-ій хвилині отримав жовту картку. У складі «Металургів» у чемпіонаті України зіграв 49 матчів та відзначився 5-ма голами, ще 6 матчів провів у кубку України. Провівши два роки в команді, покинув клуб в статусі вільного агента. Пізніше грав в боснійських клубах «Широкі Брієг» і «Крешево-Станич».

## Кар'єра в збірній
Маючи хорватське громадянство, виступав за збірну Боснії і Герцеговини. Перший матч зіграв 11 жовтня 2002 року в товариському матчі проти збірної Німеччини. Другий матч провів 16 жовтня 2002 року в відбірковому турнірі на чемпіонат Європи 2004 року проти збірної Норвегії.

## Досягнення
- Чемпіонат Хорватії
  -  Бронзовий призер (2): 1996/97, 2001/02

- Прем'єр-ліга
  -  Чемпіон (1): 2005/06